# Cramberg
Cramberg est une municipalité du Verbandsgemeinde Diez, dans l'arrondissement de Rhin-Lahn, en Rhénanie-Palatinat, dans l'ouest de l'Allemagne.

## Géographie
| - OpenStreetMap Limite communale. |